# Conferència Oest
La Conferència Oest a l'NBA està composta per quinze equips i organitzada en tres divisions de cinc equips cada una.
Els líders de cada divisió es classifiquen matemàticament per disputar els playoffs, mentre que els cinc equips restants seran els que posseeixin un millor balanç victòries-derrotes. Per cada conferència es classifiquen vuit equips.
Divisió Nord-oest
- Denver Nuggets
- Minnesota Timberwolves
- Portland Trail Blazers
- Oklahoma City Thunder
- Utah Jazz

Divisió Sud-oest
- Dallas Mavericks
- Houston Rockets
- Memphis Grizzlies
- New Orleans Pelicans
- San Antonio Spurs

Divisió Pacífic
- Golden State Warriors
- Los Angeles Clippers
- Los Angeles Lakers
- Phoenix Suns
- Sacramento Kings

## Campions de la Conferència Oest
Campions NBA en negreta
- 1947: Chicago Stags
- 1948: Baltimore Bullets
- 1949: Minneapolis Lakers
- 1950: Minneapolis Lakers
- 1951: Rochester Royals
- 1952: Minneapolis Lakers
- 1953: Minneapolis Lakers
- 1954: Minneapolis Lakers
- 1955: Ft. Wayne Pistons
- 1956: Ft. Wayne Pistons
- 1957: St. Louis Hawks
- 1958: St. Louis Hawks
- 1959: Minneapolis Lakers
- 1960: St. Louis Hawks
- 1961: St. Louis Hawks
- 1962: Los Angeles Lakers
- 1963: Los Angeles Lakers
- 1964: San Francisco Warriors
- 1965: Los Angeles Lakers
- 1966: Los Angeles Lakers
- 1967: San Francisco Warriors
- 1968: Los Angeles Lakers
- 1969: Los Angeles Lakers
- 1970: Los Angeles Lakers
- 1971: Milwaukee Bucks
- 1972: Los Angeles Lakers
- 1973: Los Angeles Lakers
- 1974: Milwaukee Bucks
- 1975: Golden State Warriors
- 1976: Phoenix Suns
- 1977: Portland Trail Blazers
- 1978: Seattle SuperSonics
- 1979: Seattle SuperSonics
- 1980: Los Angeles Lakers
- 1981: Houston Rockets
- 1982: Los Angeles Lakers
- 1983: Los Angeles Lakers
- 1984: Los Angeles Lakers
- 1985: Los Angeles Lakers
- 1986: Houston Rockets
- 1987: Los Angeles Lakers
- 1988: Los Angeles Lakers
- 1989: Los Angeles Lakers
- 1990: Portland Trail Blazers
- 1991: Los Angeles Lakers
- 1992: Portland Trail Blazers
- 1993: Phoenix Suns
- 1994: Houston Rockets
- 1995: Houston Rockets
- 1996: Seattle SuperSonics
- 1997: Utah Jazz
- 1998: Utah Jazz
- 1999: San Antonio Spurs
- 2000: Los Angeles Lakers
- 2001: Los Angeles Lakers
- 2002: Los Angeles Lakers
- 2003: San Antonio Spurs
- 2004: Los Angeles Lakers
- 2005: San Antonio Spurs
- 2006: Dallas Mavericks
- 2007: San Antonio Spurs
- 2008: Los Angeles Lakers
- 2009: Los Angeles Lakers
- 2010: Los Angeles Lakers
- 2011: Dallas Mavericks
- 2012: Oklahoma City Thunder
- 2013: San Antonio Spurs
- 2014: San Antonio Spurs
- 2015: Golden State Warriors
- 2016: Golden State Warriors
- 2017: Golden State Warriors
- 2018: Golden State Warriors
- 2019: Golden State Warriors
- 2020: Los Angeles Lakers
- 2021: Phoenix Suns
- 2022: Golden State Warriors

## Títols
- 30: Minneapolis / Los Angeles Lakers
- 4: Atlanta / St. Louis Hawks
- 4: Houston Rockets
- 6: San Antonio Spurs
- 6: Golden State / San Francisco Warriors
- 3: Portland Trail Blazers
- 3: Seattle SuperSonics
- 2: Dallas Mavericks
- 2: Detroit / Ft. Wayne Pistons
- 2: Milwaukee Bucks
- 2: Phoenix Suns
- 2: Utah Jazz
- 1: Chicago Stags
- 1: Baltimore Bullets
- 1: Sacramento Kings / Rochester Royals
- 1: Anderson Packers
- 1: Oklahoma City Thunder